# Leiosaurus jaguaris
Espèce
Leiosaurus jaguaris est une espèce de sauriens de la famille des Leiosauridae.

## Répartition
Cette espèce est endémique de la province de San Juan en Argentine.

## Étymologie
Le nom de cette espèce, jaguaris, fait référence aux motifs et couleurs de cet animal, qui ressemblent à ceux du jaguar.

## Publication originale
- Laspiur, Acosta & Abdala, 2007 : A new species of Leiosaurus (Iguania: Leiosauridae) from central-western Argentina. Zootaxa no 1470, p. 47–57.